# احمد منشی قمی
قاضی احمد بن شرف‌الدین حسین حسینی منشی قمی مشهور به احمد منشی قمی (حدود ۹۸۵–۹۲۵ هجری خورشیدی) از تاریخ‌نگاران و نویسندگان سده دهم خورشیدی (هم‌عصر با شاه تهماسب یکم تا شاه عباس یکم صفوی) است. مشهورترین اثر وی کتاب خلاصه التواریخ دربارهٔ تاریخ دورهٔ صفویه از روزگار شیخ صفی الدین اردبیلی (نیمهٔ اول سده ۸ هجری قمری) تا نخستین سال‌های پادشاهی شاه عباس یکم (اواخر سده ۱۰ ق) است. این کتاب پنج نسخه دارد که تنها نسخه مصور آن در کتابخانه دولتی برلین است.
او همچنین مؤلف کتاب گلستان هنر است که شرح حال هنرمندان مختلف آن دوران است. او خود نیز از جمله خوش‌نویسان خط نستعلیق و از شاگردان احمد مشهدی به‌شمار می‌رود.

## زندگی
قاضی احمد قمی در سال ۹۲۵ خورشیدی (۹۵۳ قمری) در قم به دنیا آمد. نیاکان پدری و مادری قاضی احمد در شهر قم می‌زیستند و از خاندان‌های بانفوذ این شهر بودند. پدر قاضی احمد «شرف‌الدین حسین حسینی» از منشیان شاه تهماسب یکم بود که در شب جمعه ۱۲ آذر ۹۶۱ (۷ ذی‌القعده ۹۹۰) در مرقد شاه عبدالعظیم ری وفات یافت و در آستانه به خاک سپرده شد.
قاضی احمد قمی در یازده سالگی به همراه پدرش به مشهد رفت و سالهای کودکی و نوجوانی وی تحت تأثیر پدری همچون میرمنشی و حمایت ابراهیم میرزا حاکم مشهد (برادرزادهٔ شاه تهماسب یکم) سپری شد و در خدمت عالمان و نویسندگان و هنرمندان نامدار آن دیار به فراگیری علوم و هنرها پرداخت. «مولانا شاه محمود زرین قلم»، «استاد میر سید احمد» از سادات حسینی و «استاد مالک دیلمی» از زمرهٔ این هنرمندان هستند.
در تیرماه ۹۴۶ (ذی‌الحجه ۹۷۴) قاضی احمد قمی به زیارت عتبات عالیات در عراق عرب رفت و در همین سال سلطان سلیمان یکم عثمانی درگذشت. شاه تهماسب یکم تصمیم گرفت نامهٔ مفصلی برای تسلیت و تبریک به سلطان سلیم دوم بفرستد و گروهی از کارکنان و نویسندگان و شاعران را مأمور کرد که در تهیهٔ این نامه شرکت جویند. قاضی احمد و پدرش در میان ادیبانی بودند که در نوشتن این نامه شرکت داشتند و خود قاضی احمد در اینباره می‌گوید: «مؤلف این نسخه در خدمت والد خود - میرمنشی - در آن مجلس بود و چون در سرعت کتابت دستی تمام دارد، اکثر آن خدمت به او محول شد».
پس از مرگ شاه تهماسب یکم، قاضی احمد از سوی شاه اسماعیل دوم مأمور شد که تاریخ صفویه را از شاه اسماعیل یکم تا شاه اسماعیل دوم بنویسد. اما این کار به دلیل مرگ شاه به تعویق افتاد و بعداً او تاریخ دورهٔ صفویه از روزگار شیخ صفی الدین اردبیلی (نیمهٔ اول سده ۸ هجری قمری) تا نخستین سال‌های پادشاهی شاه عباس یکم (اواخر سده ۱۰ ق) را با نام خلاصة التواریخ به پایان رساند. قاضی احمد قمی علاوه بر نویسندگی به کارهای دیوانی و حکومتی نیز اشتغال داشت. آخرین تاریخی که از او خبری هست، مربوط به سال ۹۸۵ خ. (۱۰۱۵ ق) می‌شود.

## شاگردان
قاضی احمد استاد اسکندر بیگ منشی - مؤلف نامدار تاریخ عالم آرای عباسی - بوده‌است و اسکندر بیگ با کمک او فن نوشتن و نگارش نامه‌ها و احکام را آموخته‌است و شگفت‌انگیز است که وی در هیچ جای از کتاب خود به استادش اشاره‌ای نکرده‌است. اما در برابر فروتنی قاضی احمد نسبت به استادان خویش، شاید این رباعی که برای تمجید از شاگردش - اسکندر منشی - ذکر کرده‌است، اشاره‌ای به حقوق او بر گردن دیگران باشد:
| هر رند که در مصطبه مَسکن دارد    |  | بویی ز من سوخته خرمن دارد      |
| هر جا که سیه‌گلیم و آشفته‌دلی است |  | شاگرد من است و خرقه از من دارد |

## آثار
از قاضی احمد قمی تاکنون ۵ اثر شناخته شده‌است که عبارتند از:
- خلاصة التواریخ
- گلستان هنر (در شرح احوال هنرمندان)
- مجمع الشعرا (تذکرهٔ شعرا بوده‌است و اکنون در دسترس نیست)
- جمع الخیار (شاید همان مجمع الشعرا بوده‌است)
- منتخب الوزرا (شرحی در باب وزیران) == پی‌نوشت ==

1. ↑  فضایلی ص ۴۸۲